# Mechanochemie
Mechanochemie bezeichnet ein Teilgebiet der physikalischen Chemie, welches sich mit dem chemischen Verhalten von Stoffen unter mechanischer Einwirkung befasst. Eine ältere Definition stammt von Wilhelm Ostwald (1919): „Mechanochemie ist die Lehre von den Beziehungen der mechanischen Energieformen zur chemischen Energie.“
Ein wichtiges Teilgebiet der Mechanochemie ist die Tribochemie (griechisch tribein = reiben), die sich mit der Änderung des chemischen Verhaltens von Festkörpern durch mechanische Einwirkung auf ihre Grenzflächen befasst. Verwandte Disziplinen sind die Tribologie, Tribophysik, Oberflächenchemie und die Oberflächenphysik.
Als Begründer der Mechanochemie gilt Matthew Carey Lea (1882).

## Mechanismen
Durch mechanische/physikalische Kräfte kommt es zu strukturellen Veränderungen der Oberfläche: Oberflächenvergrößerungen, Verringerung von Teilchengrößen, Entstehung frischer Oberflächen, Materialabrieb und teilweise auch Phasenumwandlungen. Auf mikroskopischer Ebene gibt es hochangeregte Gitterschwingungen, die thermisch nicht auftreten würden. Das ermöglicht exotische chemische Reaktionen sowie die Emission von Photonen, Elektronen und Gitterkomponenten.

## Molekulare Nanotechnik
Im Jahre 1998 gelang es Wilson Ho von der Cornell-Universität, einzelne Eisenmonocarbonyl- (FeCO) und Eisendicarbonylmoleküle (Fe(CO)2) aus Eisenatomen (Fe) und Kohlenmonoxid (CO) mit dem Rastertunnelmikroskop zusammenzubauen.

## Anwendungen
In den Technikwissenschaften werden die Mechanismen der Mechanochemie zusammenfassend als mechanische Aktivierung bezeichnet. Durch die hohe mechanische Energiedichte aus Normal- und Reibstoß der Mahlkörper im Mahlraum von Schwingmühlen wird beispielsweise das Löseverhalten der zu mahlenden sulfidischen Rohstoffe derart verbessert, dass der Einsatz der Schwingmahlung bei der Aufbereitung schwerlösbarer Erze technisch interessant wird. So befasste sich Eberhard Gock und sein Forschungsteam an der TU Berlin und später der TU Clausthal systematisch mit der Nutzung der mechanischen Aktivierung durch Steigerung der Effizienz von Schwingmühlen u. a. für die Substitution pyrometallurgischer durch hydrometallurgische Verfahren. Ein anderes Anwendungsbeispiel ist die Mahlung von Zinkoxid-Asche: Die Besonderheit bei der Mahlung von Zinkoxid-Asche besteht darin, dass die Mahlgut-Aufgabe eine Temperatur bis 100 °C haben kann. Zinkoxid wird als Spurennährstoff in der Futtermittelindustrie eingesetzt. Mit der in den 1990er Jahren entwickelten Exzenter-Schwingmühle kann durch mechanische Aktivierung die Wasserlöslichkeit von bisher 54 % bei herkömmlicher Mahlung auf mehr als 75 % gesteigert werden.